# Mihailo Novaković
Mihailo Novaković (12 febbraio 1989) è un giocatore di football americano serbo, che gioca nel ruolo di runningback per i Kragujevac Wild Boars.